# Tiroteo de Tucson de 2011
El Tiroteo en Tucson de 2011 fue un ataque perpetrado el 8 de enero de 2011 en el estacionamiento de un supermercado Safeway en Casas Adobes, cerca de la localidad estadounidense de Tucson (estado de Arizona) en el cual murieron seis  personas, entre ellas el juez federal John McCarthy Roll. Otras 18 personas fueron heridas. Entre los heridos estuvo la representante por el 8.º distrito congresional de Arizona Gabrielle Giffords― que recibió un disparo en la cabeza, dejándola en estado crítico. Un sospechoso ha sido identificado y aprehendido, un joven nativo de Arizona de 22 años identificado como Jared Lee Loughner.

## Tiroteo

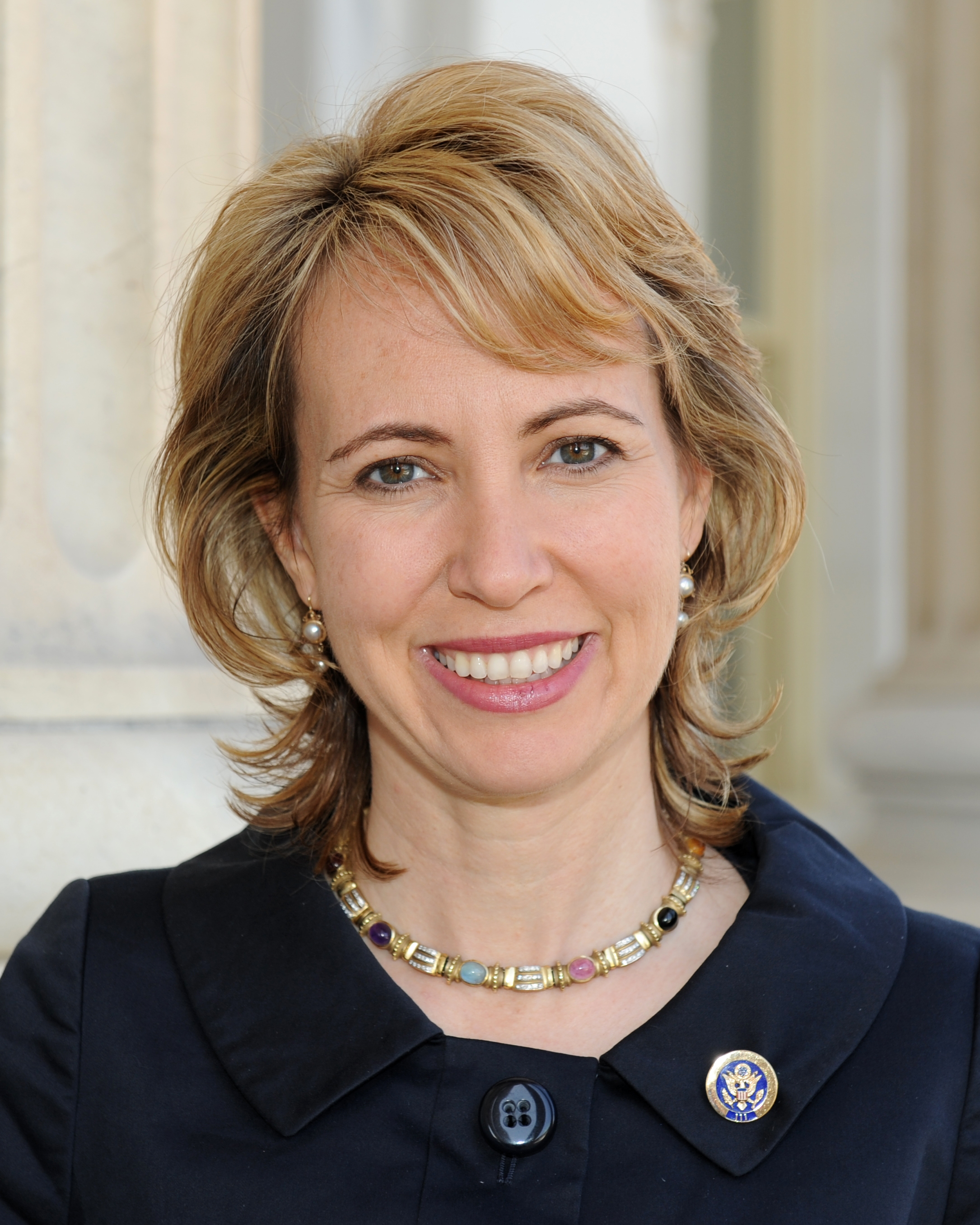
La representante Gabrielle Giffords (del Partido Demócrata-8.º distrito).

El tiroteo ocurrió poco después de las 10 a. m. MST cuando la Representante de Arizona, Gabrielle Giffords, atendía una reunión llamada «Congress on Your Corner» (‘el Congreso en tu esquina’) en un supermercado Safeway en Tucson. La primera llamada del 9-1-1 fue hecha a las 10:11 a m. Un testigo afirmó haber escuchado entre «15 a 20 disparos». A su vez se informó que Giffords había recibido un disparo en la cabeza. Mientras que el juez federal John McCarthy Roll falleció en el tiroteo.
En el tiroteo murieron 6 personas, incluida una niña de 9 años. Al menos dos de las víctimas fueron transportadas al Northwest Medical Center, según informó la CNN. La condición del resto de las 11 personas heridas mientras algunos medios informaban que Giffords podría haber fallecido en el tiroteo, en la cual luego fue descartado.
La supervivencia de la congresista demócrata Gabrielle Giffords y la de varias personas están ligadas a Daniel Hernández, un joven de origen latino de 20 años de edad. Este corrió hacia donde se encontraba la congresista Giffords, y empezó a revisar el pulso de las personas que se encontraban tiradas en el suelo. 
Al ver a la congresista con una herida crítica en la cabeza (por la cual emanaba mucha sangre), le acomodó la cabeza, la levantó hacia su pecho para que no se ahogara con la sangre e hizo presión sobre la herida para reducir el sangrado.

### Telón de fondo
Comentaristas han sugerido que, aun cuando es posible que el crimen no fuera cometido directamente por motivos políticos, el atentado se puede trazar directamente a una agudización y extremizacion del debate político en Estados Unidos:

Lo que me es claro, en estos momentos caóticos, es que nadie debería estar sorprendido por esta situación. Las balas que fueron disparadas en Tucson esta mañana son la extensión lógica de cada partícula del odio partisano que fue vomitado durante la última elección, en la cual Gabrielle Giffords, una centrista - representando bien y fielmente un distrito centrista- fue vilificada y demonizada como una socialista, una comunista, una fascista, una destructora de trabajos, una traidora, y aún más.
Jeff Biggers

Clarence Dupnik ―sheriff a cargo de la investigación― ha dicho:

Cuando se mira a gente sin sentido, el como responden al veneno que viene de ciertas bocas acerca de como destruir el gobierno. La rabia, el odio, la intolerancia que son corrientes en este país están llegando a ser increíbles... Y desgraciadamente Arizona, creo, ha llegado a ser el centro. Nos hemos transformados en la Meca del prejuicio y la intolerancia.
Sherif Clarence Dupnik

La senadora misma ya había advertido, en marzo del 2010, de la situación: 

[La gente] necesita darse cuenta de la retórica y el enardecimiento de las personas. [...] Por ejemplo, estamos en la «lista de blancos» de Sarah Palin. Pero lo malo es la manera en que ella lo ha presentado, con unas líneas cruzadas (como la mira de un arma de fuego) apuntando a congresistas de todos los Estados Unidos. Cuando una persona hace eso debería darse cuenta de que esa acción puede tener consecuencias.
Gabrielle Giffords

Adicionalmente, Palin urgió a sus seguidores a «recargar» y «apuntar» contra demócratas. En el estado de Arizona mismo, el oponente de Giffords, Jesse Kelly, apoyado por el Tea Party, llamó, en una reunión pública, a «Elimine a Gabrielle Giffords. Dispare un M16 automático con Jesse Kelly»
Días después del atentado, Sarah Palin dijo:

Tras esta tragedia impactante, escuché en un primer momento perpleja, luego con preocupación y actualmente con tristeza, las declaraciones irresponsables de personas que intentan responsabilizarme de este terrible acontecimiento, especialmente cuando han pasado pocas horas de una tragedia, los periodistas y comentaristas no deberían fabricar un libelo de sangre que sólo sirve para incitar el mismo odio y la misma violencia que supuestamente condenan (...) debemos rechazar la idea de que cada vez que se viola la ley, la sociedad es culpable y no el infractor (...) ha llegado el momento de restaurar el precepto estadounidense de que cada individuo es responsable de sus actos.
Sarah Palin

## Consecuencias
El supermercado Safeway fue cerrado después del tiroteo. El perpetrador, descrito como un hombre caucásico entre 20 años con cabello corto, fue detenido por los mismos testigos. La policía identificó al sospechoso como Jared Lee Loughner, de 22 años. Loughner, en la Penitenciaría de Estados Unidos en Tucson, tiene el número de la Agencia Federal de Prisiones 15213-196.

### Investigación

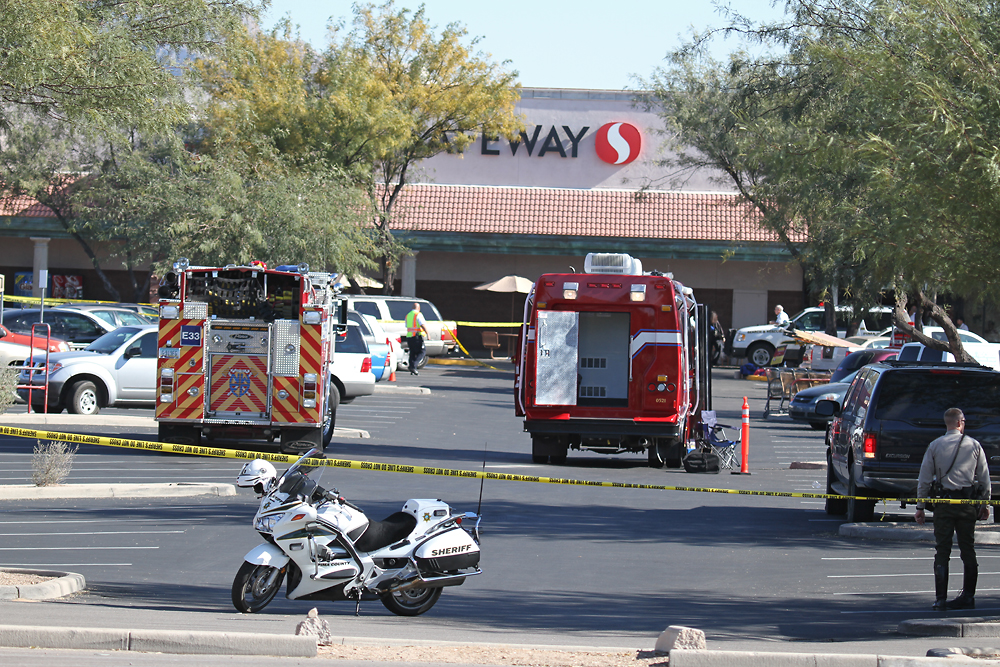
Lugar del atentado.

El sheriff y el Departamento de Seguridad Pública del condado de Pima investigaba el tiroteo.
Jason Ogan, la portavoz del Departamento del Sheriff del condado de Pima, informó que «el motivo del incidente no estaba claro».
En el momento de los disparos, Loughner tenía 22 años y vivía con sus padres en Tucson, a unos 8 km del lugar del tiroteo. Grant Wiens, quien asistió a la escuela secundaria y a la universidad con Loughner, lo describió como «un personaje con un carácter interesante» que se mantenía a sí mismo y era obstinado.
El diario New York Times publicó un artículo de Loughner en el que comparaba el aborto con el terrorismo. En un vídeo decía que «no hay que aceptar las leyes federalistas», pedía el retorno al patrón oro, y acusaba al gobierno de controlar la mente y lavar el cerebro de la ciudadanía.

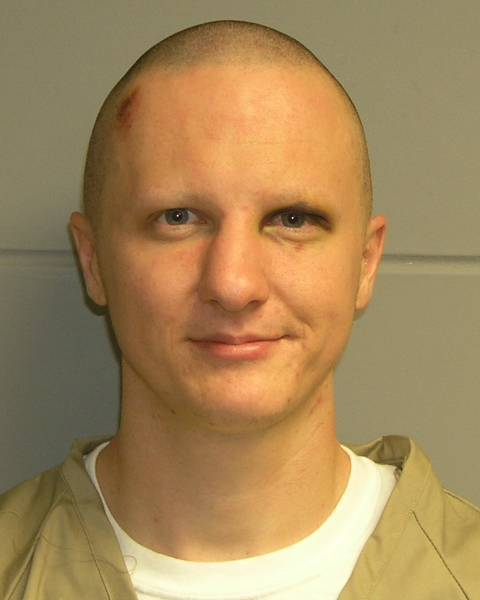
Jared Loughner, el joven que llevó a cabo el «acribillamiento de demócratas» alentado por la congresista Sarah Palin.

Según registros penales, Loughner había cometido dos delitos anteriormente, uno de los cuales fue por posesión de drogas. En 2008, trató de ingresar en el Ejército de Estados Unidos, aunque su solicitud fue rechazada como «no cualificado» para el servicio.
Un informe filtrado desde el Departamento de Seguridad Nacional de los Estados Unidos describe a Loughner como persona con posibles vínculos con el grupo American Renaissance, de ideología antisemita y antiinmigración de extrema derecha, este niega cualquier relación con Loughner y condena la violencia.

### Proceso judicial
Loughner se encuentra detenido en la Penitenciaría Federal de Phoenix, en Prisión preventiva. Ha sido acusado en una corte federal de un cargo de intento de asesinato de un miembro del Congreso, dos cargos de asesinato de un empleado federal, y dos cargos de intento de asesinato un empleado federal.
Los fiscales que representan al Estado de Arizona han anunciado su intención de presentar cargos de asesinato e intento de homicidio en nombre de las víctimas que no eran empleados federales. El estado tiene jurisdicción para enjuiciar a disparos a los cinco empleados federales y por lo tanto legalmente podría presentar cargos en nombre de esas víctimas también.

## Víctimas

### Fallecidos
Seis personas murieron en el ataque. Todos menos Christina Taylor Green (9) murieron en el lugar del tiroteo.
- Christina Taylor Green, 9 años, de Tucson. Green estaba en el acto acompañada de un vecino, murió en el Centro Médico Universitario. Como nació el 11 de septiembre de 2001, había aparecido en el libro Rostros de la esperanza: los bebés que nacieron el 9/11. Era hija del explorador John Green (de Los Angeles Dodgers), y de Roxanna Green, hija de Dallas Green (exjugador de las Grandes Ligas de Béisbol) y prima segunda de la actriz Sophia Bush. Estaba en tercer grado y había sido recientemente elegida miembro del consejo de estudiantes en la Escuela Primaria de Mesa Verde.
- Dorothy Morris, de 76 años, secretaria retirada de Oro Valley; esposa de George Morris, quien fue herido.
- John Roll, de 63 años. Roll fue el juez presidente de la Corte de Distrito de Estados Unidos para Arizona. Roll era nativo de Pittsburgh, Pensilvania y graduado en 1969 de la Universidad de Arizona. Comenzó su carrera legal como un agente judicial en el Condado de Pima de la Corte Superior y en 1980 se unió a la oficina del Fiscal de Estados Unidos. Fue designado en la Corte de Apelaciones de Arizona en 1987 hasta que fue nombrado para el tribunal federal por el presidente George H.W. Bush en 1991. Había servido como juez presidente desde 2006.
- Phyllis Scheck, de 79 años, albañil de Tucson.
- Dorwan Stoddard, de 76 años, constructor jubilado. Resultó mortalmente herido de bala en la cabeza mientras trataba de proteger a su esposa, Mavy Stoddard, quien recibió tres disparos en la pierna.
- Gabriel Zimmerman, 30 años. Trabajó como director de Alcance Comunitario de Giffords, y era miembro del equipo de Giffords desde 2006. Estaba comprometido para casarse.

### Heridos
Los 14 heridos incluyen a Giffords y dos de los miembros de su personal, Pam Simon y el subdirector Ron Barber. También resultó herido Bill Badger (74), un coronel retirado.
Catorce personas resultaron heridas y sobrevivieron al ataque, incluyendo:
- Gabrielle Giffords.
- Bill Badger, de 74 años. Un coronel retirado del ejército que recibió un disparo en la cabeza, mientras intentaba reducir al sospechoso.
- Ron Barber, director adjunto de Giffords.
- Susan Hileman, recibió un disparo en la pierna, la cadera, el abdomen y el pecho mientras acompañaba a Christina Taylor Green.
- George Morris, expiloto de avión de la Marina, sobrevivió a dos heridas de bala al tratar de proteger a su esposa Dorothy, que murió.
- Pam Simon, miembro del personal de Giffords.
- Mavy Stoddard, recibió tres disparos en la pierna mientras era protegida por su marido Dorwin, que murió.